# Donna Morrissey
Donna Morrissey (The Beaches, 13 gennaio 1956) è una scrittrice e sceneggiatrice canadese di romanzi polizieschi.

## Biografia
Nata nel 1956 a The Beaches, nell'isola di Terranova, vive e lavora ad Halifax.
Trasferitasi a Saint John's all'età di 16 anni, ha conseguito un B.A. in assistenza sociale e un diploma in educazione alla Memorial University.
Dopo essere stata erroneamente diagnosticata malata terminale di tetano con sei mesi di vita rimasti, ha lavorato come segretaria e assistente sociale prima d'iscriversi ad un corso di scrittura ed esordire grazie all'incoraggiamento dell'istruttore.
Autrice di sei romanzi e un'opera per ragazzi con illustrazioni della figlia, tra i riconoscimenti letterari ottenuti si ricorda l'Arthur Ellis Award per il miglior romanzo del 2017 con The Fortunate Brother.

## Opere principali

### Romanzi
- Controvento (Kit’s Law, 1999), Milano, Cairo, 2009 traduzione di Maria Eugenia Morin ISBN 978-88-6052-222-1.
- Downhill Chance (2002)
- Sylvanus Now (2004)
- What They Wanted (2008)
- The Deception of Livvy Higgs (2012)
- The Fortunate Brother (2016)

### Letteratura per l'infanzia
- Cross Katie Kross (2012)

## Filmografia
- Clothesline Patch (2002) (sceneggiatura)

## Premi e riconoscimenti
- Winifred Holtby Memorial Prize: 2000 vincitrice con Controvento
- Premio Alex: 2002 vincitrice con Controvento
- Gemini Awards per la miglior produzione: 2002 vincitrice con Clothesline Patch
- Arthur Ellis Award per il miglior romanzo: 2017 vincitrice con The Fortunate Brother